# ロス・マッカン
ロス・マッカン（Ross McCann、1997年10月30日 - ）は、ユナイテッド・ラグビー・チャンピオンシップ、エディンバラ・ラグビーに所属するラグビー選手。

## プロフィール
- スコットランド・エディンバラ出身[1]。
- ポジションはセンター(CTB)。
- 身長 175cm、体重 84kg
- スコットランド代表キャップ数は1(2024年10月現在)。
- 7人制スコットランド代表に選ばれたことがある[2]。

## 略歴
2021年、東京五輪の7人制イギリス代表スコッドに選ばれた。
2024年、エディンバラに加入。